# Aprilia Mojito
Aprilia Mojito — скутер італійської компанії Aprilia, відомий також як Aprilia Habana. Представлений в 2000. Дизайн дуже схожий на Honda Joker, який представлений значно раніше.